# Distretto di Ibo (Mozambico)
Il distretto di Ibo è un distretto del Mozambico di 7.706 abitanti, che ha come capoluogo Ibo.

## Geografia antropica

### Suddivisioni amministrative
Il distretto è suddiviso in due sottodistretti amministrativi (posti amministrativi):
- Sottodistretto di Ibo
- Sottodistretto di Quirimba

| Controllo di autorità | VIAF (EN) 4066151433039556420002 · LCCN (EN) n99907693 · J9U (EN, HE) 987007499070105171 |